# Bento Luís de Oliveira Lisboa
Bento Luís de Oliveira Lisboa (Rio de Janeiro, 1836 — Rio de Janeiro, 6 de junho de 1905) foi um magistrado e um político brasileiro.

## Biografia
Filho de Venâncio José Lisboa e Úrsula Maria do Bom Sucesso, foi casado com Cecília de Aguiar Toledo (a qual, com o casamento, passou a assinar seu nome como Cecília Toledo de Oliveira Lisboa), filha de José de Aguiar Toledo, visconde de Aguiar Toledo.
Formou-se em Ciências Jurídicas e Sociais na Faculdade de Direito de São Paulo, recebendo o grau de bacharel em 18 de novembro de 1859.
Iniciou sua carreira na magistratura sendo nomeado promotor público do termo de Itaboraí, na província do Rio de Janeiro, em 6 de março de 1860.
Foi presidente das províncias do Rio de Janeiro, nomeado por carta imperial de 7 de outubro de 1872, para o período de 10 de outubro de 1872 a 26 de março de 1873, e do Rio Grande do Sul, de 25 de janeiro a 24 de abril de 1887. Foi ministro do Supremo Tribunal Federal.